# Milagros Cabral
Milagros Cabral De La Cruz (ur. 17 października 1978 roku w Santo Domingo) – dominikańska siatkarka, reprezentantka kraju, grająca na pozycji przyjmującej. Uczestniczka Igrzysk Olimpijskich w Londynie.

## Sukcesy klubowe
Mistrzostwo Hiszpanii:
- 2003

Mistrzostwo Dominikany:
- 2004, 2005

Mistrzostwo Portoryko:
- 2008
- 2009
- 2006

## Sukcesy reprezentacyjne
Igrzyska Ameryki Środkowej i Karaibów:
- 2002, 2006, 2010
- 1998

Mistrzostwa Ameryki Północnej, Środkowej i Karaibów:
- 2009
- 2011
- 2001, 2003, 2007

Puchar Panamerykański:
- 2008, 2010
- 2002, 2003, 2009, 2011
- 2006, 2007

Igrzyska Panamerykańskie:
- 2003

Puchar Wielkich Mistrzyń:
- 2009

## Nagrody indywidualne
- 2003: MVP i najlepsza atakująca Pucharu Panamerykańskiego